# Erythrus fortunei
Erythrus fortunei är en skalbaggsart som beskrevs av White 1853. Erythrus fortunei ingår i släktet Erythrus och familjen långhorningar.
Artens utbredningsområde är Taiwan. Inga underarter finns listade i Catalogue of Life.